# Zemský okres Cloppenburg
Zemský okres Cloppenburg (německy Landkreis Cloppenburg) je zemský okres v německé spolkové zemi Dolní Sasko. Sídlem správy zemského okresu je město Cloppenburg. Má přibližně 166 tisíc obyvatel. 

## Města a obce
| Města: 1. Cloppenburg 2. Friesoythe 3. Löningen | Obce: 1. Barßel 2. Bösel 3. Cappeln 4. Emstek 5. Essen 6. Garrel 7. Lastrup 8. Lindern 9. Molbergen 10. Saterland |